# Uriasz Hetyta
Uriasz Hetyta, (w Biblii Tysiąclecia Uriasz Chetyta lub Chittyta - w V wydaniu) (XI/X w. p.n.e.) – jeden z najdzielniejszych żołnierzy króla Dawida, pierwszy mąż Batszeby. Imię Uriasz pochodzi z hebr. Urijjah, Urijjahu – „moim światłem jest Jahwe”.
Z pochodzenia był Hetytą. Przypuszcza się, że do swojego pierwotnego nieznanego imienia przybrał imię hebrajskie – Uriasz. Był wyróżniającym się żołnierzem, należał do Bohaterów Dawida. Gdy walczył pod ammonicką twierdzą Rabbą, król Dawid uwiódł jego żonę Batszebę. Gdy ta zaszła w ciążę, Dawid sprowadził Uriasza do Jerozolimy i usiłował nakłonić go do współżycia z żoną. Uriasz odmówił, nie chcąc złamać prawa religijnego, nakazującego wstrzemięźliwość od pożycia w czasie działań wojennych. Dawid odesłał go przeto na front, nakazując dowódcy – Joabowi, synowi Serui – ustawić Uriasza w najgorętszym punkcie działań wojennych, by ten zginął. Zgodnie z królewskim rozkazem Uriasz został wysłany w miejsce, gdzie walka była najbardziej zażarta, i zginął, zastrzelony przez ammonickich łuczników.
Po śmierci Uriasza – gdy upłynął czas żałoby – Dawid poślubił Batszebę. Grzech popełniony przez Dawida w związku z wysłaniem Uriasza na śmierć był mu wypominany przez wielu proroków.